# Dulcínio Fragoso
Dulcínio da Rocha Fragoso (Quarteira, 6 de Janeiro de 1992) é um jogador profissional de Basquetebol que joga atualmente pelo Portimonense Sporting Clube na Liga Portuguesa de Basquetebol.

## Palmarés
- 1 Proliga
- 1 Troféu Antonio Pratas